# Glaresis zarudniana
Glaresis zarudniana es una especie de coleóptero de la familia Glaresidae.

## Distribución geográfica
Habita en Irán.